# Mike Spence

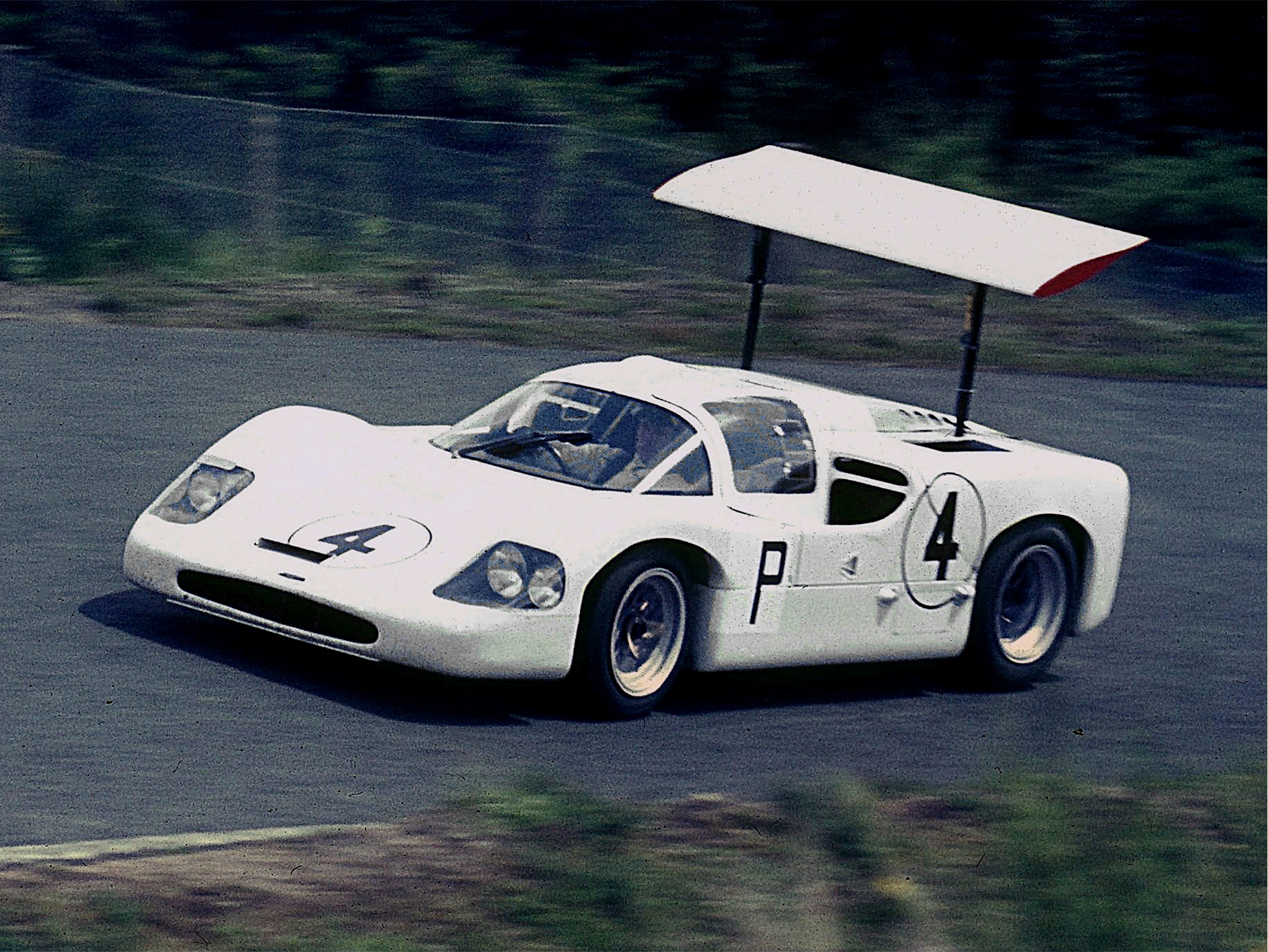
Mike Spence i en Chaparral 2F på Nürburgring 1967.

Michael "Mike" Spence, född 30 december 1936 i Croydon, död 7 maj 1968 i Indianapolis, var en brittisk racerförare.

## Racingkarriär
Spence växte upp i en bil- och racingmiljö och började vid 22 års ålder att tävla i sin fars Turner sportvagn. Säsongen därpå gick han till Formel Junior där han först körde en AC Bristol och sedan med framgång en Emeryson. Spence fick därför chansen att köra en Emeryson-Climax i Solitudes Grand Prix i Tyskland 1961 och senare under året i Lewis-Evans Trophy på Brands Hatch. Året därpå bytte han stall till Ian Walker Racing och körde en Lotus i Formel Junior. Detta ledde till att han fick en förarplats i Lotus FJ 1963 och i september fick Spence göra formel 1-debut då han var stand-in för den skadade Trevor Taylor i Lotus F1 i Italiens Grand Prix 1963.
Säsongen 1964 startade Lotus F1 med Jim Clark och Peter Arundell som förare medan Spence körde i F2. Efter att Arundell kraschat och skadat sig allvarligt under ett F2-lopp på Reims-Gueux blev Spence Lotus F1:s andreförare från och med loppet i Storbritannien. Han kom sexa i Italien och slutade på fjärde plats i Mexiko.
Säsongen 1965 kom Spence åtta i förar-VM och han vann det första Race of Champions som kördes på Brands Hatch. 
Säsongen 1966 hade han kontrakt med BRM men körde för partnerstallet Reg Parnell. Säsongen 1967 blev han befordrad till fabriksstallet och blev där stallkamrat med Jackie Stewart. Spences bästa resultat var hans femteplats i Belgien, där Stewart kom tvåa. 1967 var Spence en av förarna som vann sportvagnsloppet BOAC 1000 km i en Chaparral på Brands Hatch och såg fram mot säsongen 1968 då han skulle få köra den nya BRM P126 V12. Spence visade sin potential både i Race of Champions och i BRDC International Trophy men tvingades sedan bryta i Sydafrikas Grand Prix 1968. 
Spence, som även ingick i Lotus Indianapolis 500-team, omkom under testkörning av en Lotus 56 gasturbindriven bil på Indianapolis Motor Speedway en vecka före loppet. Han körde in i betongmur varvid hans högra framhjul lossnade och träffade hans hjälm. Mike Spence avled på grund av sina svåra skallskador några timmar efter olyckan på sjukhuset.

## F1-karriär
| Säsong | Stall/Tillverkare       | Poäng | Placering |
| ------ | ----------------------- | ----- | --------- |
| 1963   | Lotus-Climax            | 0     | –         |
| 1964   | Lotus-Climax            | 4     | 12        |
| 1965   | Lotus-Climax            | 10    | 8         |
| 1966   | Reg Parnell (Lotus-BRM) | 4     | 13        |
| 1967   | BRM                     | 9     | 10        |
| 1968   | BRM                     | 0     | –         |